# Fynbos et renosterveld d'altitude
Localisation
Les fynbos et renosterveld d'altitude forment une écorégion terrestre définie par le Fonds mondial pour la nature (WWF), située dans la zone montagneuse de la région floristique du Cap en Afrique du Sud. Elle appartient au biome des forêts, zones boisées et maquis méditerranéens de l'écozone afrotropicale et se compose de deux formations végétales uniques de cette région, le fynbos et le renosterveld.